# El chico polaco
"El Chico Polaco" es una historia Orson Scott Card ambientada en el universo de la Saga de Ender. Cuenta la historia de cómo John Paul Wieczorek (el padre de Ender) es testado por la Flota Internacional y convencido para que abandone Polonia.  Apareció por primera vez en la colección de cuentos de Card, denominada, Primeros encuentros.

## Argumento
John Paul Wiggin es un pequeño niño quien es educado en casa porque sus padres no respetan las leyes de control de población. Un día, la capitana Helena Rudolf de la Flota Internacional aparece para testar a los hermanos mayores de John para la Escuela de Batalla. Descubre a John Paul leyendo un libro y decide testarle también. No solo pasa el test, sino que tiene una alta  puntuación como líder. La Flota trata de llevarle a la Escuela, pero el solo está interesado en sacar a su familia de Polonia para conseguir una vida mejor y él una mejor educación. El capitán Hyrum Graff accede a mandar a su familia a America con la esperanza de que se una a la Escuela.
Esta historia contiene versiones más jóvenes de importantes personajes del universo de Ender, tales como su padre John Paul Wieczorek (después Wiggin), Hyrum Graff, y el Almirante Chamrajnagar. Otros personajes asociados a la Flota aparecen, incluidos la Capitana Helena Rudolf y el Coronel Sillian.

## Personajes

### Familia Wieczorek
- John Paul
- Madre - sin nombre
- Padre - sin nombre
- Peter - hermano mayor
- Catherine - hermana mayor
- Nicholas - hermana mayor
- Thomas - hermana mayor
- Anna - hermana mayor
- Andrew - hermano mayor
- Dos bebes - sin nombre

### Personal de la Flota Internacional
- Capitán Helena Rudolf - testadora
- Coronel Sillian
- Capitán Graff
- Capitán Chamrajnagar
- General Ruso - sin nombre

### Otros personajes
- Magdalena "Magda" Teczlo - Abogado de los Wieczorek